# Campeonato de fútbol de Groenlandia
El Campeonato de Fútbol de Groenlandia, llamado Coca Cola GM por razones de patrocinio, es la máxima división de fútbol en Groenlandia, creada en 1958. Desde 1971 los campeonatos son de carácter oficial y son organizados por la Unión de Fútbol de Groenlandia.
Por lo general, el campeonato tiene tres fases. La primera de ellas consiste en los partidos entre los clubes que están geográficamente cerca los unos de los otros (fase local). Los ganadores de esta fase juegan en una segunda fase regional. Los finalistas disputan la tercera fase, que es el verdadero campeonato nacional.

## Equipos
| Equipo                          | Ciudad               | Estadio          | Capacidad |
| ------------------------------- | -------------------- | ---------------- | --------- |
| Aqigssiaq                       | Maniitsoq            | de Manittsoq     |           |
| A.T.A.                          | Tasiilaq, Sermersooq | de Nuuk          | 2000      |
| B-67                            | Nuuk, Sermersooq     | de Nuuk          | 2000      |
| Christanshåb Idraetsforening 70 | Qasigiannguit        | Qasigiannguit    |           |
| Eqaluk-54                       | Tasiusaq             |                  |           |
| Eqaluk-56                       | Ikerasak             |                  |           |
| Grønlands Seminarius Sportklub  | Nuuk, Sermersooq     | de Nuuk          | 2000      |
| G-44                            | Qeqertarsuaq         | de Qeqertarsuaq  |           |
| Kagssagssuk                     | Maniitsoq            | de Maniitsoq     |           |
| Kissaviarsuk-33                 | Qaqortoq             | de Qaqortoq      |           |
| Kugsak-45                       | Qasigiannguit        | de Qasigiannguit |           |
| FC Malamuk                      | Uummannaq            | de Uummannaq     | 2000      |
| Nagdlunguaq-48                  | Ilulissat, Ilulissat | de Nuuk          | 2000      |
| Nuuk Idraetslag                 | Nuuk, Sermersooq     | de Nuuk          | 2000      |
| Siumut Amerdlok Kunuk           | Sisimiut, Qeqqata    | de Sisimiut      |           |
| Tupilakken 41                   | Aasiaat, Aasiaat     | de Aasiaat       |           |

## Títulos por club
| Temporada | Campeón                                        |
| --------- | ---------------------------------------------- |
| 1971      | Tupilak-41 (Qaanaaq)                           |
| 1972      | Grønlands Seminarius Sportklub (Nuuk)          |
| 1973      | Grønlands Seminarius Sportklub (Nuuk)          |
| 1974      | Siumut Amerdlok Kunuk (Sisimiut)               |
| 1975      | Grønlands Seminarius Sportklub (Nuuk)          |
| 1976      | Grønlands Seminarius Sportklub (Nuuk)          |
| 1977      | Nagdlunguaq-48 (Ilulissat)                     |
| 1978      | Nagdlunguaq-48 (Ilulissat)                     |
| 1979      | Christanshåb Idraetsforening-70                |
| 1980      | Nagdlunguaq-48 (Ilulissat)                     |
| 1981      | Nuuk Idraetslag (Nuuk)                         |
| 1982      | Nagdlunguaq-48 (Ilulissat)                     |
| 1983      | Nagdlunguaq-48 (Ilulissat)                     |
| 1984      | Nagdlunguaq-48 (Ilulissat)                     |
| 1985      | Nuuk Idraetslag (Nuuk)                         |
| 1986      | Nuuk Idraetslag (Nuuk)                         |
| 1987      | Kissaviarsuk-33 (Qaqortoq)                     |
| 1988      | Kissaviarsuk-33 (Qaqortoq)                     |
| 1989      | Kagssagssuk (Maniitsoq)                        |
| 1990      | Nuuk Idraetslag (Nuuk)                         |
| 1991      | Kissaviarsuk-33 (Qaqortoq)                     |
| 1992      | Aqigssiaq (Maniitsoq)                          |
| 1993      | B-67 (Nuuk)                                    |
| 1994      | B-67 (Nuuk)                                    |
| 1995      | Kugsak-45 (Qasigiannguit)                      |
| 1996      | B-67 (Nuuk)                                    |
| 1997      | Nuuk Idraetslag (Nuuk)                         |
| 1998      | Kissaviarsuk-33 (Qaqortoq)                     |
| 1999      | B-67 (Nuuk)                                    |
| 2000      | Nagdlunguaq-48 (Ilulissat)                     |
| 2001      | Nagdlunguaq-48                                 |
| 2002      | Kugsak-45                                      |
| 2003      | Kissaviarsuk-33                                |
| 2004      | FC Malamuk                                     |
| 2005      | B-67 (Nuuk)                                    |
| 2006      | Nagdlunguaq-48                                 |
| 2007      | Nagdlunguaq-48                                 |
| 2008      | B-67 (Nuuk)                                    |
| 2009      | G-44                                           |
| 2010      | B-67 (Nuuk)                                    |
| 2011      | G-44                                           |
| 2012      | B-67 (Nuuk)                                    |
| 2013      | B-67 (Nuuk)                                    |
| 2014      | B-67 (Nuuk)                                    |
| 2015      | B-67 (Nuuk)                                    |
| 2016      | B-67 (Nuuk)                                    |
| 2017      | IT-79                                          |
| 2018      | B-67 (Nuuk)                                    |
| 2019      | Nagdlunguaq-48                                 |
| 2020      | No disputado debido a la pandemia del COVID-19 |
| 2021      | No disputado debido a la pandemia del COVID-19 |
| 2022      | Nagdlunguaq-48                                 |
| 2023      | B-67 (Nuuk)                                    |
| 2024      | B-67 (Nuuk)                                    |
| 2025      | B-67 (Nuuk)                                    |

## Palmarés
| Club                            | Campeón | Años campeón                                                                                   |
| ------------------------------- | ------- | ---------------------------------------------------------------------------------------------- |
| B-67 (Nuuk)                     | 13      | 1993, 1994, 1996, 1999, 2005, 2008, 2010, 2012, 2013, 2014, 2015, 2016, 2018, 2023, 2024, 2025 |
| Nagdlunguaq-48                  | 12      | 1977, 1978, 1980, 1982, 1983, 1984, 2000, 2001, 2006, 2007, 2019, 2022                         |
| Nuuk Idraetslag                 | 5       | 1981, 1985, 1986, 1990, 1997                                                                   |
| Kissaviarsuk-33                 | 5       | 1987, 1988, 1991, 1998, 2003                                                                   |
| Grønlands Seminarius Sportklub  | 4       | 1972, 1973, 1975, 1976                                                                         |
| Kugsak-45                       | 2       | 1995, 2002                                                                                     |
| G-44                            | 2       | 2009, 2011                                                                                     |
| Tupilakken-41                   | 1       | 1971                                                                                           |
| Siumut Amerdlok Kunuk           | 1       | 1974                                                                                           |
| Christanshåb Idraetsforening-70 | 1       | 1979                                                                                           |
| Kâgssagssuk                     | 1       | 1989                                                                                           |
| Aqigssiaq                       | 1       | 1992                                                                                           |
| FC Malamuk                      | 1       | 2004                                                                                           |
| IT-79                           | 1       | 2017                                                                                           |

## Etapa Final - 2006

### Grupo 1
- B-67 (Nuuk)
- Nagdlunguaq-48
- G-44
- SAK

### Grupo 2
- A.T.A.
- N-85
- Kissaviarsuk 1933
- FC Malamuk

## Etapa Final - 2007

### Grupo 1
- TM-62
- Nagdlunguaq-48
- Eqaluk 54
- Kâgssagssuk

### Grupo 2
- Kissaviarsuk 1933
- Kugsak 45
- FC Malamuk
- B-67 (Nuuk)

## Etapa Final - 2008

### Grupo 1
- SAK
- Nagdlunguaq-48
- Kugsak-45
- FC Malamuk

### Grupo 2
- Kissaviarsuk 1933
- B-67 (Nuuk)
- Eqaluk 54
- Eqaluk 56

## Etapa Final - 2010

### Grupo 1
- B-67
- FC Malamuk
- G-44
- Kissaviarsuk-33

### Grupo 2
- Kugsak-45
- N-85
- Nagdlunguaq-48
- Nuuk Idraetslag